# Шорх, Кристофер
Кристофер Шорх (нем. Christopher Schorch; 30 января 1989, Галле, ГДР) — немецкий футболист, защитник клуба «Энерги».

## Карьера
Кристофер начал заниматься футболом в своём родном городе, в 2004 году им заинтересовалась «Герта» и он перешёл к ним в юношескую команду.
В 2006 году Кристофер стал игроком второй команды «Герты». 21 октября 2006 года Кристофер дебютировал за неё в гостевом матче 12-го тура Регионаллиги Север против «Рот-Вайсса» из города Эрфурт. Поединок закончился поражением со счётом 2:1, Кристофер провёл на поле весь матч и заработал жёлтую карточку.
23 февраля 2007 года состоялся дебют Кристофера в Бундеслиге. Тогда был поединок 23-го тура между «Штутгартом» и «Гертой». Он завершился нулевой ничьей, Шорх вышел же на поле на 77-й минуте, заменив Жерома Боатенга. Выйдя на замену вместо Минейро на 87-й минуте домашнего матча против мюнхенской «Баварии», проигранного со счётом 2:3, на поле в основной команде «Герты» он больше не появлялся.
В июле 2007 года Кристофер перешёл в «Реал Мадрид Кастилья», вторую команду «Реала», за 600 тысяч евро. Поиграв там два сезона и появляясь на поле не слишком часто, Шорх решил вернуться в Германию. В 2009 году он подписал четырёхлетний контракт с «Кёльном», до 30 июня 2013 года, который заплатил за него 1 млн евро.
22 августа 2009 года Кристофер дебютировал за «козлов» в домашнем поединке третьего тура против франкфуртского «Айнтрахта», который завершился со счётом 0:0. Игрок вышел на поле на 84-й минуте матча, заменив Мишо Бречко. До февраля 2010 года был основным игроком «Кёльна», однако в поединке молодёжной сборной U-20 против швейцарцев порвал передние крестообразные связки и выбыл на шесть месяцев. В чемпионате 2010/11 провёл только четыре поединка, во всех выходя на замену.

## Прочее
13 ноября 2009 года сообщалось, что Кристофер заболел свиным гриппом.